# Frateromys fratrorum
Frateromys fratrorum — вид пацюків (Rattini), ендемік Сулавесі, Індонезія.

## Таксономія
Вид і рід відділено від Bunomys.

## Морфологічна характеристика
Довжина голови й тулуба 157–182 мм, довжина хвоста 160–180 мм, довжина задніх лап 36–41 мм. Волосяний покрив відносно довгий і м'який. Верхні частини коричнювато-сірі з жовтуватими відблисками, голова світліша, а черевні частини сірувато-жовті. Навколо очей є темні кільця. Вуха великі й круглі. Спинні частини ніг сріблясто-білі. Лапи довгі й тонкі. Хвіст коротший за голову і тулуб, коричневий зверху, білий знизу і на кінчику.

## Середовище проживання
Цей вид відомий лише з північно-східного регіону північного півострова Сулавесі, Індонезія. Більшість зразків цього виду надходять з висот нижче 1000 м, однак ареал простягається від низин поблизу рівня моря до 1982 м на Гунунг Клабаті. Цей вид населяє тропічні вічнозелені дощові ліси. Невідомо, чи виживає він у деградованих або порушених місцях існування. Ймовірно, він буде наземним і нічним.

## Загрози й охорона
Основною загрозою для цього виду є втрата середовища проживання в основному через розширення сільського господарства; це також регіон, де нещодавно велася діяльність із видобутку золота. На цей вид також полюють заради їжі. Він присутній у національному парку Богані Нані Ватарбоне, хоча існує потреба в покращенні управління цією територією.